# Alexandre Galí
Alexandre Galí i Coll (Camprodón, 1886-Barcelona, 1969) fue un pedagogo e historiador español. 

## Biografía
Padre de Jordi Galí y Herrera, de la pianista María Galí Herrera, del pintor Francesc Galí y Herrera y del escritor Raimon Galí i Herrera.
Fue discípulo de su tío Bartolomé Galí i Claret (1850-1902) y Pompeu Fabra hasta los catorce años. Más tarde, completó su formación de manera autodidacta (vinculándose a la obra y el ideario del Instituto Rousseau de Ginebra) y trabajó de contable hasta 1909. Aquel año, y sin tener aún el título de maestro, inició su labor pedagógica en la Escuela de Maestros de Joan Bardina. Su actividad educativa abrazó diversos campos (maestro de muchachos, maestro de maestros, promotor de iniciativas culturales y escolares, lingüista, teórico de la educación, historiador de la cultura) y alcanzó en cada uno de ellos un alto nivel.
En 1910 se le encargó la dirección de la Escuela Vallparadís de Tarrasa, (una de las primeras escuelas de enseñanza activa), y en 1915 comenzó su colaboración con Enric Prat de la Riba como funcionario del Consejo de Investigación Pedagógica, más tarde Consejo de Pedagogía, del cual fue secretario general (1916-23). Al mismo tiempo organizó las escuelas de verano (1915, hasta 1932, interrumpidas durante la Dictadura de Primo de Rivera), fue administrador general de la Escuela Industrial (1917), dirigió los estudios normales de la Mancomunidad de Cataluña (1920) y la Escuela Montessori dependiente de la Mancomunidad (1922), fundó y dirigió el Boletín de los Maestros "(1922), publicó numerosos artículos en Cuadernos de Estudio y fue nombrado presidente de la comisión técnica de la Asociación Protectora de la Enseñanza Catalana (1922-1969).
En 1924, truncada su obra de funcionario, fundó, con un grupo de maestros y alumnos de la clausurada Escuela Montessori, la Mutua Escolar Blanquerna (1924-1939), donde se dedicó activamente a la experimentación de los métodos de la escuela activa, que recogió en la obra Mesura objetiva del treball escolar (1928).
Participó en el Primer Congreso de Bilingüismo (Luxemburgo, 1928) y en el Congreso Internacional de la Educación Nueva de Niza (1932). Proclamada la Segunda República Española, fue nombrado secretario general del Consejo de Cultura de la Generalidad de Cataluña, y después de julio de 1936 se le confió el negociado de lengua catalana y, más tarde, la cátedra de metodología de la enseñanza del lenguaje en la Universidad de Barcelona.
En 1939 se exilió a Toulouse, donde residió hasta 1942. Volvió clandestinamente en noviembre de 1942. Él mismo redactó su curriculum vitae falseando la fecha de entrada en España poniendo 1943. Nuevamente en Barcelona, se dedicó a trabajos editoriales y emprendió la tarea de historiador de la cultura. Trabajó en la obra Història de les institucions i del moviment cultural a Catalunya 1900-1936 (en 23 volúmenes, publicados por la Fundación Alexandre Galí en 1978-1986) vasto estudio sobre este tema esencial redactado con una visión a menudo personal; publicó un trozo de Calaix de sastre del Baró de Maldà (El col·legi de la bona vida) y colaboró en Un segle de vida catalana (1961).
A partir de 1955 mantuvo continuos contactos con los maestros que habían realizado un nuevo movimiento de renovación pedagógica en Cataluña. Fue miembro del Instituto de Estudios Catalanes (1968).
Otras obras importantes suyas son:
- Per la llengua i l'escola (1931)
- Lliçons de llenguatge (1931)
- Activitat i llibertat en educació (1932) en colaboración con su esposa esposa, Josepa Herrera
- Introducció a la Gramàtica, I (1935) i II (1937)
- Rafael d'Amat, Baró de Maldà (1954). Premio Aedos
- Una hipotètica revolta d'uns mestres hipotètics (1964)
- Mirades al món actual (1967)